# Radomska Szkoła Wyższa
Radomska Szkoła Wyższa – niepubliczna szkoła wyższa założona 4 sierpnia 1995 roku jako Wyższa Szkoła Finansów i Bankowości w Radomiu. Początkowo uczelnia kształciła na jednym kierunku studiów – finanse i bankowość (Wydział Ekonomiczny). W roku akademickim 2005/2006 powołano Wydział Nauk o Zdrowiu. W 2007 uczelnia przyjęła nazwę Radomska Szkoła Wyższa.

## Kierunki studiów
Radomska Szkoła Wyższa prowadzi kształcenie na sześciu kierunkach pierwszego stopnia (licencjackie i inżynierskie) prowadzonych w ramach dwóch wydziałów. Uczelnia prowadzi także kursy, studia podyplomowe oraz Europejską Szkołę Policealną.
- Wydział Ekonomiczny
  - Ekonomia
  - Geodezja i Kartografia
  - Gospodarka przestrzenna

- Wydział Nauk o Zdrowiu
  - Fizjoterapia
  - Pielęgniarstwo
  - Zdrowie publiczne

## Struktura

### Podstawowe jednostki organizacyjne
- Wydział Ekonomiczny
  - Katedra Finansów i Bankowości
  - Katedra Ekonomii i Międzynarodowych Stosunków Gospodarczych
  - Katedra Nauk Technicznych i Informatyki
  - Katedra Prawa i Nauk Humanistycznych
  - Katedra Zarządzania i Marketingu
- Wydział Nauk o Zdrowiu
  - Katedra Anatomii, Fizjologii i Biologii Medycznej
  - Katedra Fizjoterapii
  - Katedra Pielęgniarstwa

### Jednostki ogólnouczelniane
- Centrum Edukacji Ekonomiczno-Prawnej
- Centrum Integracji Europejskiej
- Ośrodek Komputerowy
- Studium Języków Obcych

### Pozostałe jednostki organizacyjne
- Biblioteka Główna i Wydziałowa
- Biuro Karier i Promocji Absolwenta
- Biuro Współpracy z Zagranicą
- Dział Administracyjno-Finansowy
- Dział Nauczania
- Dział Promocji i Marketingu
- Kancelaria Ogólna z Działem Zatrudnienia

## Władze
- Rektor - dr Zbigniew Kwaśnik
- Założyciel/Kanclerz - mgr Elżbieta Komosa
- Dziekan Wydziału Ekonomicznego - dr Krzysztof Cywiński
- Dziekan Wydziału Nauk o Zdrowiu - dr Iwona Czerwińska-Pawluk